# Poissonův zákon
Poissonův zákon může označovat:

## V termodynamice
Popisuje vztah mezi dvěma stavovými veličinami, např. tlakem a objemem při adiabatickém ději v ideálním plynu stálého množství

{\displaystyle pV^{\kappa }={\mbox{konst}}},
kde {\displaystyle p} je tlak plynu, {\displaystyle V} je objem plynu a {\displaystyle \kappa } je Poissonova konstanta.

## V mechanice
Popisuje závislost mezi podélným poměrným prodloužením {\displaystyle \varepsilon _{x}} a příčným poměrným prodloužením {\displaystyle \varepsilon _{y}} (takto nazvaná veličina však nabývá záporných hodnot a jedná se tak vlastně o příčné „zkrácení“; díky zápornému znaménku ve vztahu je Poissonovo číslo {\displaystyle \mu } kladné):
{\displaystyle \varepsilon _{y}=-\mu \cdot \varepsilon _{x}}
Tedy, při zatížení válcového vzorku tahovou silou v ose x můžeme deformaci
ve vzorku popsat poměrným prodloužením {\displaystyle \varepsilon _{x}} ve směru osy a (záporným) poměrným
prodloužením {\displaystyle \varepsilon _{y}} kolmo na osu vzorku.
Pro vybrané materiály jsou základní elastické konstanty uvedeny v tabulce.
| Materiál          | Modul pružnosti E [MPa] | Poissonovo číslo {\displaystyle \mu } [1] |
| ----------------- | ----------------------- | ----------------------------------------- |
| Hliníkové slitiny | 7,5×104                 | 0,31                                      |
| Mosaz             | 1,04×105                | 0,33                                      |
| Bronz             | 1,17×105                | 0,31                                      |
| Litina            | 9,65×104                | 0,18                                      |
| Ocel              | 2,1×105                 | 0,3                                       |

## Ve statistice
Viz Poissonovo rozdělení